# Schistophyllum longifolium
Schistophyllum longifolium är en bladmossart som först beskrevs av Bridel, och fick sitt nu gällande namn av Bridel 1827. Schistophyllum longifolium ingår i släktet Schistophyllum, klassen egentliga bladmossor, divisionen bladmossor och riket växter. Inga underarter finns listade i Catalogue of Life.